# 入口将宣
入口 将宣（いりぐち まさのり、1974年1月9日 -）は、地方競馬の浦和競馬場所属の元騎手である。最終所属は蓬田稔厩舎。勝負服の柄は胴白・青右襷、袖青。東京都出身、血液型B型。同じ浦和競馬場に所属していた元騎手で、現調教師の入口由美子は妻。

## 来歴
1994年3月31日付けで地方競馬騎手免許を取得し、川村嘉章厩舎からデビュー。同年4月19日浦和競馬で初騎乗。同年4月20日浦和競馬で初勝利。
1995年7月31日第10回全日本新人王争覇戦出場（11人中5位）。
2000年地方競馬通算100勝達成。
阿部秀一厩舎に所属変更し、その後蓬田稔厩舎に所属変更。
2006年2月1日平成17年南関東公営競馬功労騎手に表彰された。
2008年引退した。
地方通算成績は2175戦119勝・2着156回・3着176回・勝率5.5%・連対率12.6%